# Wilmslow
Wilmslow – miasto w Anglii w hrabstwie ceremonialnym Cheshire, 18 km na południe od centrum Manchesteru i 2 km od portu lotniczego. 
7 czerwca 1954 roku zmarł tam Alan Turing, angielski matematyk, twórca maszyny Turinga i jeden z twórców informatyki. 
W Wilmslow mieszka Sir Alex Ferguson, a także Nemanja Vidić.

## Galeria

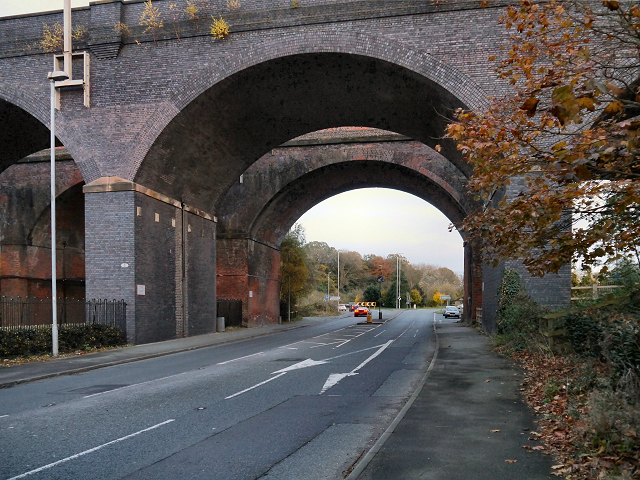
Most kolejowy
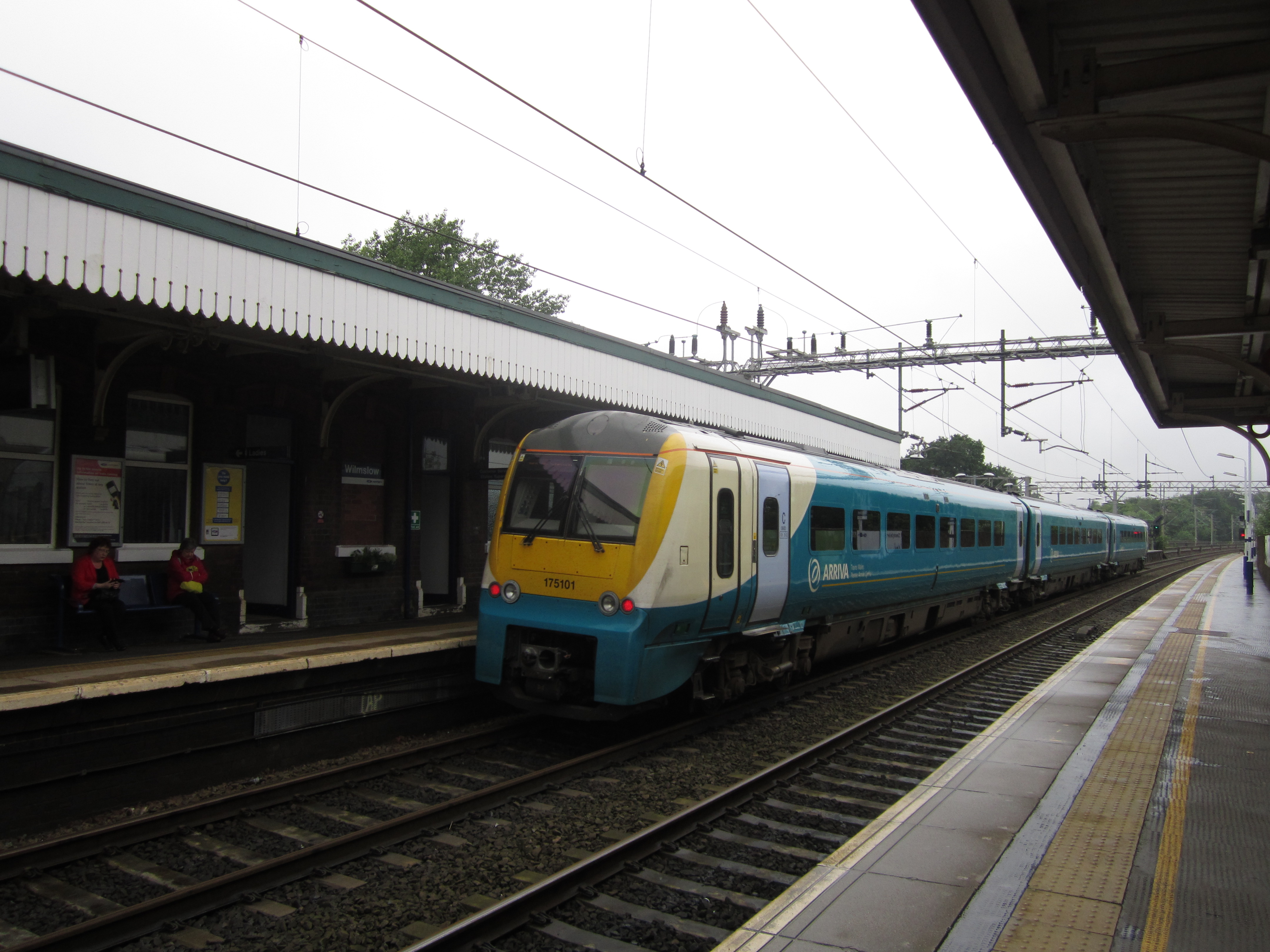
Na stacji kolejowej
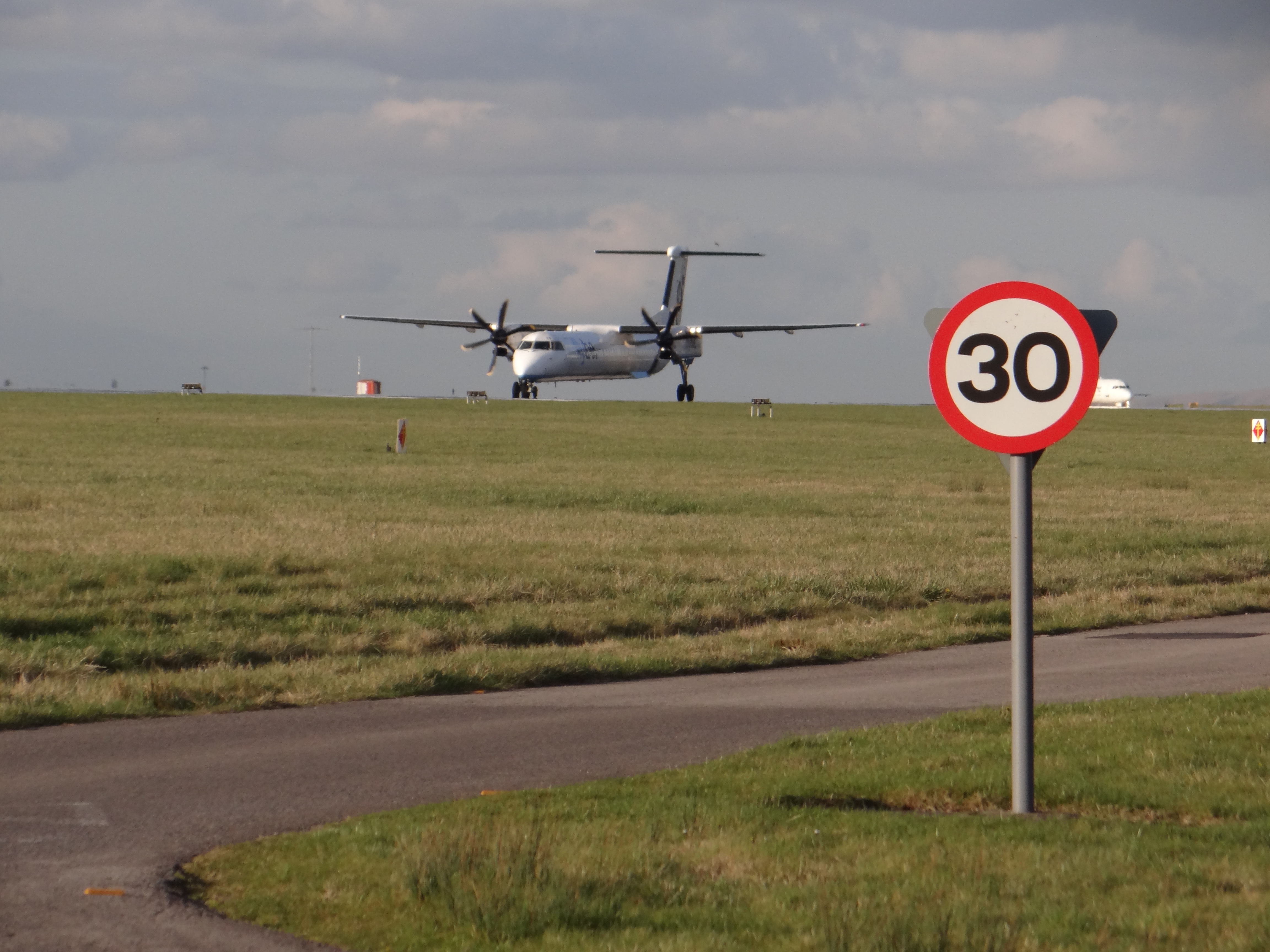
Scena z lotniska
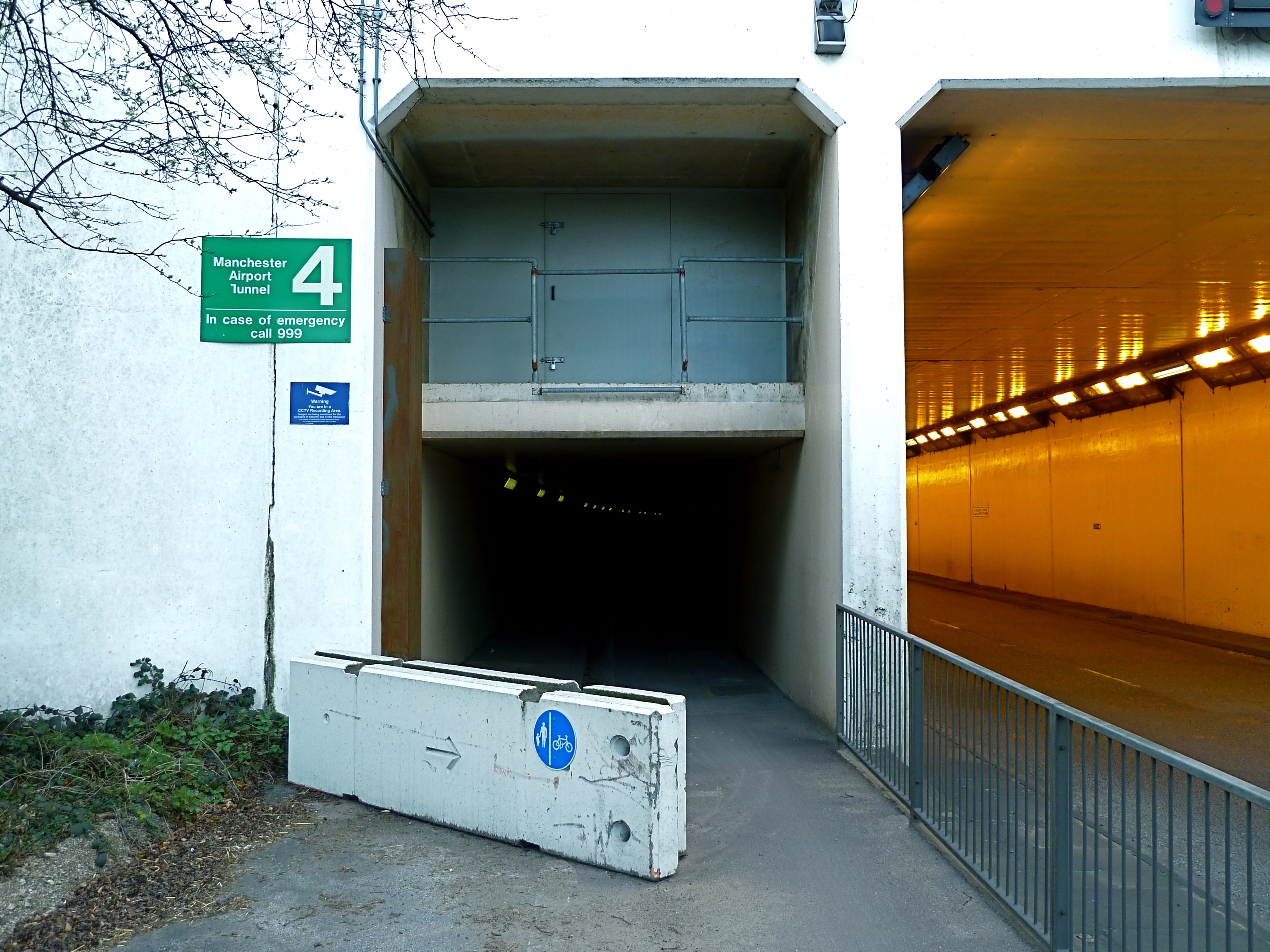
Tunel pod lotniskiem